# Venelina Veneva
Venelina Ivanova Veneva-Mateeva (Bulgaars: Венелина Иванова Венева) (Roese, 13 juni 1974) is een Bulgaarse atlete, die gespecialiseerd is in het hoogspringen. Aanvankelijk heeft ze ook aan hink-stap-springen gedaan en is zelfs Bulgaars kampioene geweest op dit onderdeel. Ze nam driemaal deel aan de Olympische Spelen, maar won hierbij geen medailles.

## Biografie
In 1990 sprong Veneva op jonge leeftijd een beste indoor wereldjaarprestatie van 1,93 m. Dit record kon ze lange tijd niet verbeteren, totdat ze in 1995 outdoor over 1,94 sprong. In 1991 won ze een zilveren medaille op het EK voor junioren.
Het teleurstellende jaar 1996, waarbij ze dertigste werd op de Olympische Spelen van Atlanta, wisselde Venelina Veneva af met een goed jaar 1998, waarin ze over 2,03 sprong. In 2001 verbrak ze haar persoonlijk record met een hoogte van 2,04. Ook won ze dat jaar een bronzen medaille op het WK indoor en behaalde ze een vierde plaats op het WK outdoor.
Op de Memorial Van Damme 2006 werd Veneva tweede met 1,98. In 2007 won ze een bronzen medaille op het EK Indoor. Later dat jaar werd ze door de IAAF voor twee jaar geschorst vanwege het gebruik van synthetische hormonen.
Inmiddels zit haar schorsing erop. Op 27 mei 2009 keerde Veneva in de wedstrijdsport terug bij een vrouwenwedstrijd in Athene. Ze kwam tot 1,89, vier centimeter minder dan de Kazachse Marina Aitova.
Venelina Veneva is ongetrouwd en moeder.

## Titels
- Bulgaars kampioene hoogspringen - 1995, 2004
- Bulgaars indoorkampioene hoogspringen - 1994, 1998, 2015
- Bulgaars kampioene hink-stap-springen - 1995
- Balkan indoorkampioene hoogspringen - 2000, 2006
- Balkan kampioene hoogspringen - 2003

## Persoonlijk record
| Onderdeel              | Tijd   | Datum           | Plaats   |
| ---------------------- | ------ | --------------- | -------- |
| hoogspringen (outdoor) | 2,04 m | 2 juni 2001     | Kalamáta |
| hoogspringen (indoor)  | 2,02 m | 2 februari 2002 | Lódz     |

## Prestaties

### Kampioenschappen
| Jaar | Wedstrijd                         | Plaats       | Resultaat | Extra  |
| ---- | --------------------------------- | ------------ | --------- | ------ |
| 1991 | EK junioren                       | Thessaloniki | Zilver    | 1,91 m |
| 1991 | Europees Jeugd Olympisch Festival | Brussel      | Zilver    | 1,84 m |
| 1996 | Olympische Spelen                 | Atlanta      | 30e       | 1,80 m |
| 1998 | EK                                | Boedapest    | 5e        | 1,92 m |
| 2000 | Olympische Spelen                 | Sydney       | 9e        | 1,93 m |
| 2001 | WK indoor                         | Lissabon     | Brons     | 1,96 m |
| 2001 | WK                                | Edmonton     | 4e        | 1,97 m |
| 2003 | WK                                | Parijs       | 4e        | 1,98 m |
| 2004 | WK indoor                         | Boedapest    | 7e        | 1,94 m |
| 2005 | EK indoor                         | Madrid       | Brons     | 1,97 m |
| 2005 | WK                                | Helsinki     | 10e       | 1,85 m |
| 2006 | EK                                | Göteborg     | Zilver    | 2,03 m |
| 2007 | EK Indoor                         | Birmingham   | Brons     | 1,96 m |

### Golden League-podiumplekken
| Jaar | Wedstrijd             | Plaats      | Resultaat | Extra  |
| ---- | --------------------- | ----------- | --------- | ------ |
| 2000 | Golden Gala           | Rome        | Brons     | 1,94 m |
| 2001 | Golden Gala           | Rome        | Zilver    | 1,96 m |
| 2001 | Meeting Gaz de France | Saint-Denis | Goud      | 2,00 m |
| 2004 | Memorial Van Damme    | Brussel     | Brons     | 1,94 m |
| 2006 | Weltklasse Zürich     | Zürich      | Goud      | 2,04 m |
| 2006 | Memorial Van Damme    | Brussel     | Zilver    | 1,98 m |